# Сипсонгчаутхай
Увага:  Не вказане значення "common_name"

 Увага: Не вказане значення "continent"
Сипсонгчаутхай, Сипсонгчутхай (тайською สิบ สอง จุ ไทย, тайською สิบ สอง เจ้า ไท, лаос. ສິບ ສອງ ຈຸ ໄຕ, лаос. ສິບ ສອງ ເຈົ້າ ໄຕ) - конфедерація вождівств тайських народів, званих чорні [en], білі і червоні таї, в горах, які нині перебувають на північному заході В'єтнаму. Точний час створення Сипсонгчаутхая невідомий, в XVII столітті ця спілка вже існувала. 
Сипсонгчаутхай увійшов до французького протекторату Тонкін на правах автономії в 1889 році. Під час Індокитайської війни в 1948 році його перейменували у «Федерацію тайських народів» (фр. Fédération Thaï), що стала автономною частиною Французького Союзу. У 1950 році Федерація стала коронною землею в'єтнамського імператора Бао-дай-де, не інтегрованою в Державу В'єтнам. Після Женевської конференції 1954 року Сипсонгчаутхай був приєднаний до Північного В'єтнаму.

## Назва
Слова «сип Сонг» на тайських мовах означають «дванадцять» (наприклад, тайською: 12, สิบ สอง). Це поєднання використовується в топонімі Сипсонгпанна (назва Сішуанбаньна-Дайського автономного округу мовою лі). Слово «чау» означає «земля» і запозичене з китайської мови, а «тхай» - самоназва тайських народів (тайський ไต๋).

## Виникнення
Тайські народи оселилися на землях, які сьогодні знаходяться на північному заході В'єтнаму, в проміжку з початку першого тисячоліття нашої ери до 8 століття. В основному села тайських народів розташовувалися біля берегів річки Да (також званою Чорною). Одне з вождівств чорних таїв знаходилося на місці сучасного Дьєнб'енфу й іменувалося Мианг-Тхаенг, так само, як легендарне князівство Кхун Бором, героя космогонічного міфу і предка всіх тайських народів - тайців, лао, чжуанів, шанів тощо, пізніше розселилися по Індокитаю, півдню Китаю і північному сходу Індії. 
Як і в інших тайських державах головними соціальними одиницями таїв були села (бан), об'єднані у вождівство (Мианг), керовані вождем (чхао). Основою економіки було заливне поле, таї розорювали землі біля річок і перетворювали їх у заливні поля. Дюжина таких вождівств, розташованих на території сучасних провінцій Дьєнб'єн, Лайтяу, Шонла і західних околицях провінцій Лаокай і Єнбай, тривалий час перебували у спілці і стали називатися «12 вождівств» або Сипсонгчаутхай. Влада кожного вождя поширювалася тільки на одне вождівство, але при цьому якийсь один з правителів вважався більш впливовим, ніж інші. Спілка існувала принаймні з XVII століття, проте в єдину державу так і не злилась. Кількість миангів у спілціі змінювалося, проте назва залишалася колишньою. 

Сипсонгчаутхай розташовувався на кордонах впливу кількох мандал та в різні роки платив данину Китаю, В'єтнаму, Лансангу, Луангпхабанга (сучасний Лаос) і/або Таїланду. Незважаючи на це, внутрішня політика вождівств залишалася незалежною. 
- Чорна тая в Миангсінге

## У складі Французького Індокитаю
Незважаючи на те, що гірські таї мали сильніші культурно-мовні зв'язки з Лаосом, французька колоніальна адміністрація в 1888 році приєднала їх до протекторату Бакбо. Перед цим французький дослідник і чиновник Огюст Паві допоміг звільнити братів вождя білих таїв Део Ван Чи [en], захоплених у заручники, і уклав з ним мирний договір у місті Мианглай (сучасний Лайтяу) 7 квітня 1889 року. Сіпсонгчаутхай визнав французьку владу, а Франція обіцяла зберігати автономію тайських вождів у внутрішніх справах. 

Після смерті Део Ван Чи вождем став його третій син Део Ван Лонг [en], який покинув Лайтяу після японського перевороту 1945 року разом з відступаючою французькою армією.  Повернувшись за допомогою чиновника на ім'я Луї Бордьє (фр. Louis Bordier), Део Ван Лонг повернув собі владу і погодився дотримуватися умов угоди 1889 року. Бордьє одружився з його донькою Део Нанг Тієї [en] і командував військовими операціями білих таїв проти чорних таїв, що приєдналися до комуністів. Кілька тайських рот воювали на боці Франції в Індокитайській війні, борючись і з національною партією В'єтнаму. 
- Део Ван Чи
- Део Ван Лонг
- Део Нанг Тієї

## Тайська федерація
У 1948 році колоніальна адміністрація оголосила про створення Тайської федерації (фр. Fédération Thaï), що складалася з 19 тайських держав, які перебували на територіях сучасних провінцій Лайтяу і Шонла, що входить у Французький Союз на правах автономії. У Федерації був свій прапор, конституція і парламент. Део Ван Лонга призначили довічним президентом, а столицею оголосили Лайтяу. 
У Тайській федерації, всупереч назві, проживали не тільки таї, але також і інші тхионги, включаючи хмонгів, яо, і лоло, і кхму. Їх вважали другорядними жителями, в порівнянні з таями. Део Ван Лонг особисто і клан Део монополізували державне управління і торгівлю опіумом, яку Франція дозволяла. У 1950 році Тайську федерацію оголосили коронною землею керованого французами імператора Бао-дай-де, але вона все ще залишалася незалежною від Держави В'єтнам. Бао-дай-де не призначав губернатора в Лайтяу, залишивши владу в руках Део Ван Лонга, і відвідав ці землі лише один раз, в 1952 році. 
Протиріччя між народами, які входили у спілку, розпалювалися. Противники Део Ван Лонга починали підтримувати В'єтмінь, як чорні таї Миангтхаенга (Дьєнб'енфу), розлючені тим, що Део Ван Лонг скинув їх вождя Ло Ван Хака (Lò Văn Hặc), поставивши замість нього власного сина. Після смерті старшого сина вождя третій його син прийняв командування 4000 партизанами з білих таїв, але він був убитий в битві при Дьенбьенфу в 1954 році. Франція програла цю битву і війну, Део Ван Лонг евакуювався в Ханой на гелікоптері, а потім через Лаос втік до Франції. Женевська конференція 1954 року приєднала всі території північного В'єтнаму, в тому числі Сипсонгчаутхай, до комуністичної республіки. Тисячі таїв бігли від комуністів до Франції, Австралії та США. 

## Демократична Республіка В'єтнам
Щоб уникнути етнічних конфліктів у провінціях Лайтяу, Шонла і Єнбай були об'єднані в тай-хмонгський автономний регіон [vi], створений за зразком національних автономій КНР. У 1961 році його перейменували в «Північно-західний автономний регіон», щоб не виділяти дві конкретні етнічні групи. У 1975 році автономію скасували. Після смерті Део Ван Лонга в 1975 році главою таїв у вигнанні була його дочка Део Нанг Той (1914-2008), що жила в Парижі.